# Tosca (de Sabata 1953)
Tosca ist eine Gesamtaufnahme der Oper Tosca von Puccini. Sie entstand 1952 bei EMI unter der musikalischen Leitung Victor de Sabatas mit Maria Callas, Giuseppe Di Stefano und Tito Gobbi, zusammen mit dem Chor und Orchester des Teatro alla Scala di Milano. Die Aufnahme wird von vielen Kritikern als eine der bedeutendsten Opernaufnahmen der 1950er Jahre angesehen. Sie wurde 1953, am Höhepunkt von Callas Popularität, veröffentlicht und stieß umgehend auf großes Lob seitens der Kritiker. Sie war zudem kommerziell sehr erfolgreich und wird noch immer als meistverkaufte Opernaufnahme aller Zeiten angesehen, wenngleich auch die Aufnahme von Puccinis Oper La Bohème unter der Leitung Herbert von Karajans mit Luciano Pavarotti und Mirella Freni von Decca um diesen Titel konkurriert.
Der notorisch anspruchsvolle de Sabata war mit Callas Leistungen durchgehend zufrieden, außer an der Stelle „E avanti a lui tremava tutta Roma“. Der Produzent Walter Legge hielt fest, dass de Sabata Callas daraufhin in seine „Feinmühle“ nahm, was aus Legges Sicht aber gut investierte Zeit war. Hans Lauterslager, der als Techniker an der Aufnahme beteiligt war, verzeichnete, dass Callas bald Anzeichen von Enerviertheit zeigte.
Obwohl Maria Callas der Star der Aufnahme blieb, erfuhren die beiden Sänger Tito Gobbi und Giuseppe di Stefano, als auch das Dirigat de Sabatas kritische Wertschätzung. Die Aufnahme wurde zu einer der beliebtesten Klassikaufnahmen. Leontyne Price nannte sie als ihre Lieblingsaufnahme dieser Oper.